# Set de Lego mindstorms EV3

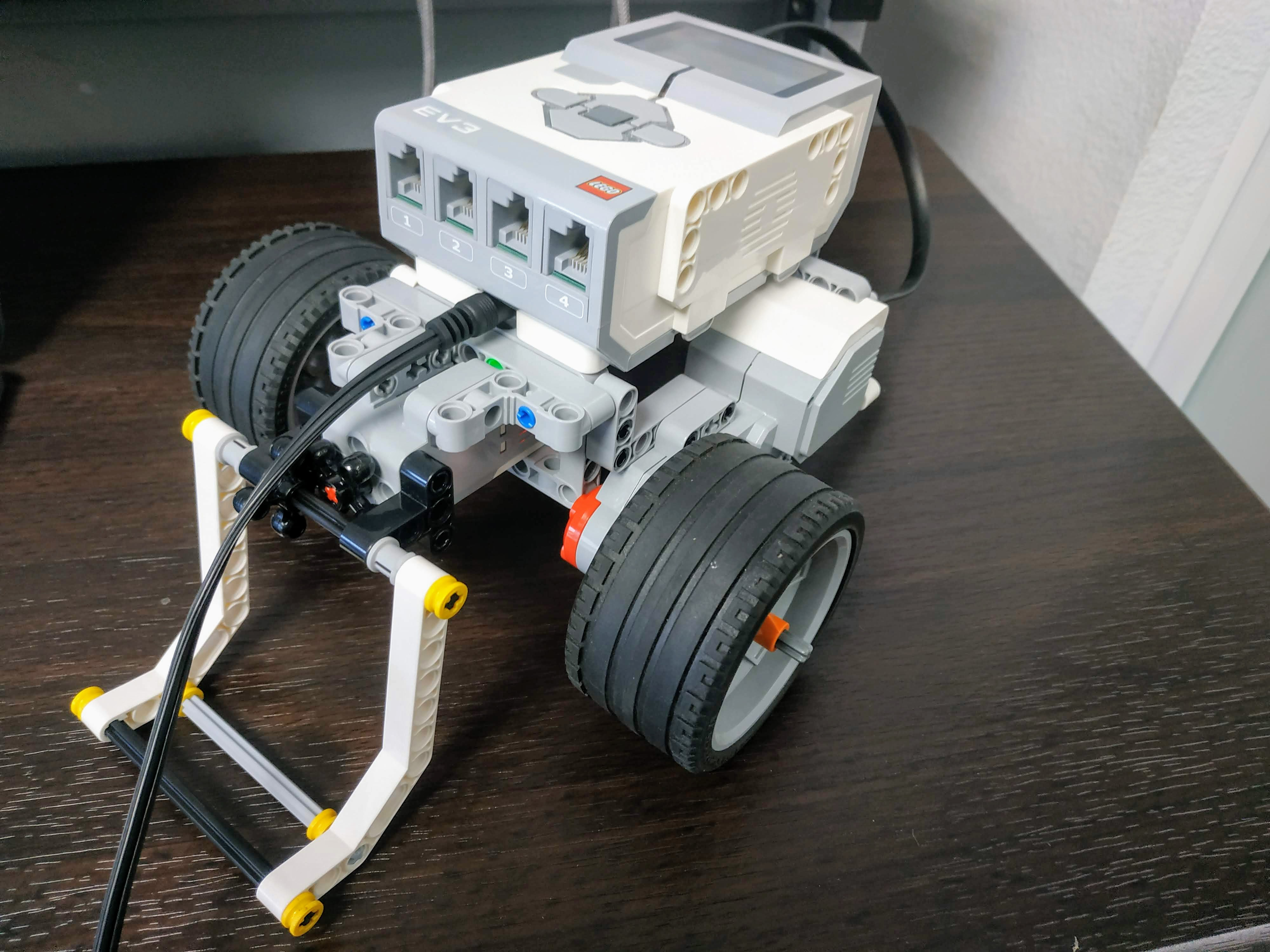
Lego Mindstorms EV3 Robot

Lego Mindstorms EV3 es la tercera generación de sets de robótica perteneciente a la línea de LEGO: Mindstorms, y sucesor del kit: NXT. 
Las siglas "EV" hacen referencia a las siglas en inglés de "evolution", lo cual en español significa evolución; y el número "3", representa la generación del set. La primera generación fue "RCX" y la segunda "NXT". 
La fecha oficial en la que se anunció el set fue el 4 de enero de 2013 y se puso en venta el 1 de septiembre del mismo año. La versión educativa se puso en venta el 1 de agosto de 2013. Existen varias competencias internacionales que usan este set, algunas de ellas son: FIRST Lego League y World Robot Olympiad, también conocida como WRO.

## Información general
La mayor diferencia entre Lego MindStorm NXT y NXT 2.0 con EV3 es el avance tecnológico en el ladrillo programable (también conocido como el "cerebro"). El principal procesador en NXT era un microcontrolador ARM7, mientras que EV3 usa un procesador más eficiente: ARM9 CPU que usa Linux. Una conexión USB y una ranura de memoria microSD (hasta 32 GB) son adiciones nuevas para EV3. Contiene 5 manuales de construcción: EV3RSTORM, GRIPP3R, R3PTAR, SPIK3R, y TRACK3R. Lego también creó y compartió en línea 12 manuales extra que pertenecen a los ensambles de: ROBODOZ3R, BANNER PRINT3R, EV3MEG, BOBB3E, MR-B3AM, RAC3 TRUCK, KRAZ3, EV3D4, EL3CTRIC GUITAR, DINOR3X, WACK3M, y EV3GAME.
El set EV3 Home (31313) contiene: 1 cerebro EV3, 2 motores grandes, 1 motor mediano, 1 sensor de tacto, 1 sensor de color, 1 sensor infrarrojo, 1 control remoto, cables, 1 cable USB, y 585 piezas de armado.
La versión educativa de EV3 Core Set (45544) contiene: 1 cerebro EV3, 2 motores grandes, 1 motor mediano, 2 sensores de tacto, 1 sensor de color, 1 sensor de giroscopio, 1 sensor ultrasónico, cables, 1 cable USB, 1 pila recargable y varias piezas de ensamble.
Existe un set de expansión para el EV3 Educational Core Set, que se puede comprar por separado, y contiene 853 piezas de Lego. Sin embargo, si combinas el set de expansión y el set educativo, sigue siendo insuficiente la cantidad de piezas y elementos para construir la mayoría de robots del set comercial, a diferencia del set NXT; que al combinar la versión educacional con el set de recursos se podía construir cualquiera de los diseños comerciales. Los robots que si se pueden construir con el set educativo de EV3 sin un set complementario son: EV3 educator robot (EV3 robot educativo/base), GyroBoy, Colour Sorter (clasificador de colores), Puppy (el cachorro) y Robot Arm H25 (el brazo robótico H25). Los robots que se pueden armar añadiendo un set de expansión son: the Tank Bot (el robot tanque), Znap, Stair Climber (trepador de escaleras), Elephant (el elefante) y un control remoto. Un modelo que se puede construir con dos sets educativos y un set de expansión es Spinner Factory. Los bloques de sensores NXT Hitechnic pueden usarse con EV3.
Los sensores de NXT son compatibles con EV3. Puede activar un sistema operativo alterno usando una microSD, lo que le permite correr los sistemas operativos ev3dev, Debian Linux.
|                                   | RCX                      | NXT                                        | EV3                                         |
| --------------------------------- | ------------------------ | ------------------------------------------ | ------------------------------------------- |
| Fecha de lanzamiento              | 1998                     | julio de 2006                              | septiembre de 2013                          |
| Pantalla                          | LCD monocromo segmentado | 100×64 pixel LCD monocromo                 | 178×128 pixel LCD monocromo                 |
| Procesador                        | Hitachi H8/300 @16 MHz   | Atmel AT91SAM7S256 (ARM7TDMI core) @48 MHz | TI Sitara AM1808 (ARM926EJ-S core) @300 MHz |
| Memoria principal                 | 32 KB RAM 16 KB ROM      | 64 KB RAM 256 KB Flash                     | 64 MB RAM 16 MB Flash                       |
| Memoria expansible                | No                       | No                                         | Sí, por ranura microSD                      |
| Puerto USB (de salida)            | No                       | No                                         | Sí                                          |
| WiFi                              | No                       | No                                         | Dongle opcional vía puerto USB              |
| Bluetooth                         | No                       | Sí                                         | Sí                                          |
| Infrarrojo                        | No                       | No                                         | Sí                                          |
| Compatible con dispositivos Apple | No                       | No                                         | Sí                                          |

## Compatibilidad
Todos los sensores, motores y piezas de NXT son compatibles con EV3 y se detectan como elementos de NXT al conectarlos. Los sensores de EV3 no son compatibles con NXT, sin embargo los motores de EV3 funcionan perfectamente con NXT. El ladrillo programable de NXT puede ser usado con el software de EV3, pero no se puede explotar al 100%. Cuando usas el software de EV3 para programar el ladrillo de NXT, te ves forzado a descargar elementos extras para el software de programación, como el bloque para poder programar el Sensor Ultrasónico. El ladrillo programable de EV3 no se puede programar con el software de programación básico de NXT, sin embargo existen programas externos que sirven para programar los dos.

## Robots hechos con EV3
- El Braigo es un robot que imprime en Braile: Impresora braille diseñado por Shubham Banerjee, un chico de 12 años proveniente de Santa Clara, California, en la región de Silicon Valley. Este es una versión modificada del modelo BANNER PRINT3R, diseñado por Ralph Hempel.[5] Su precio razonable (354 dólares) es una ventaja comparado con las otras impresoras de Braile (las que pueden costar arriba de $2000).
- El CubeStormer III es un robot que resuelve un cubo de Rubik, Tiene el actual récord Guinness, siendo el robot más rápido en resolver un cubo Rubik  con un tiempo de 3.256 segundos.
- El Lego Bookreader es un lector de libros digitales creado con el set de EV3, y puede digitalizar libros.[6]

## Mejoras
En la plataforma de EV3 AM1808, es posible duplicar la resolución del codificador si aplicas un hack sencillo. Al habilitar interrupciones habilitadas por flancos en la línea de codificación B (llamada línea de dirección por Lego), es posible tener 720 incrementos por vuelta en vez de 360. Esto permite una rotación más suave a baja velocidad y un mejor control de posicionamiento. Este truco no era posible en NXT por limitaciones del software. La firmware que implementa este hack se llama EV3.14.

## Libros
- 80 Proyectos de Robótica con LEGO MINDSTORMS EV3 App para tabletas, Ernesto Martínez de Carvajal Hedrich, (2017), ISBN 978-84-617-9383-9
- 150 PROYECTOS CON LEGO MINDSTORMS-TECNOLOGÍA-INSTRUMENTACIÓN-ROBÓTICA, Ernesto Martínez de Carvajal Hedrich, (2014), ISBN 978-84-616-8106-8